# جنوب لبنان

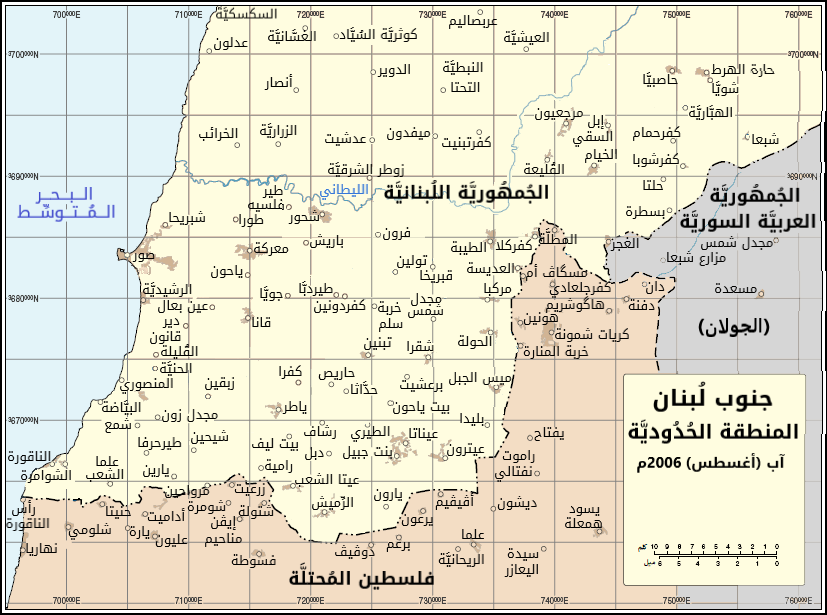
جنوب لبنان

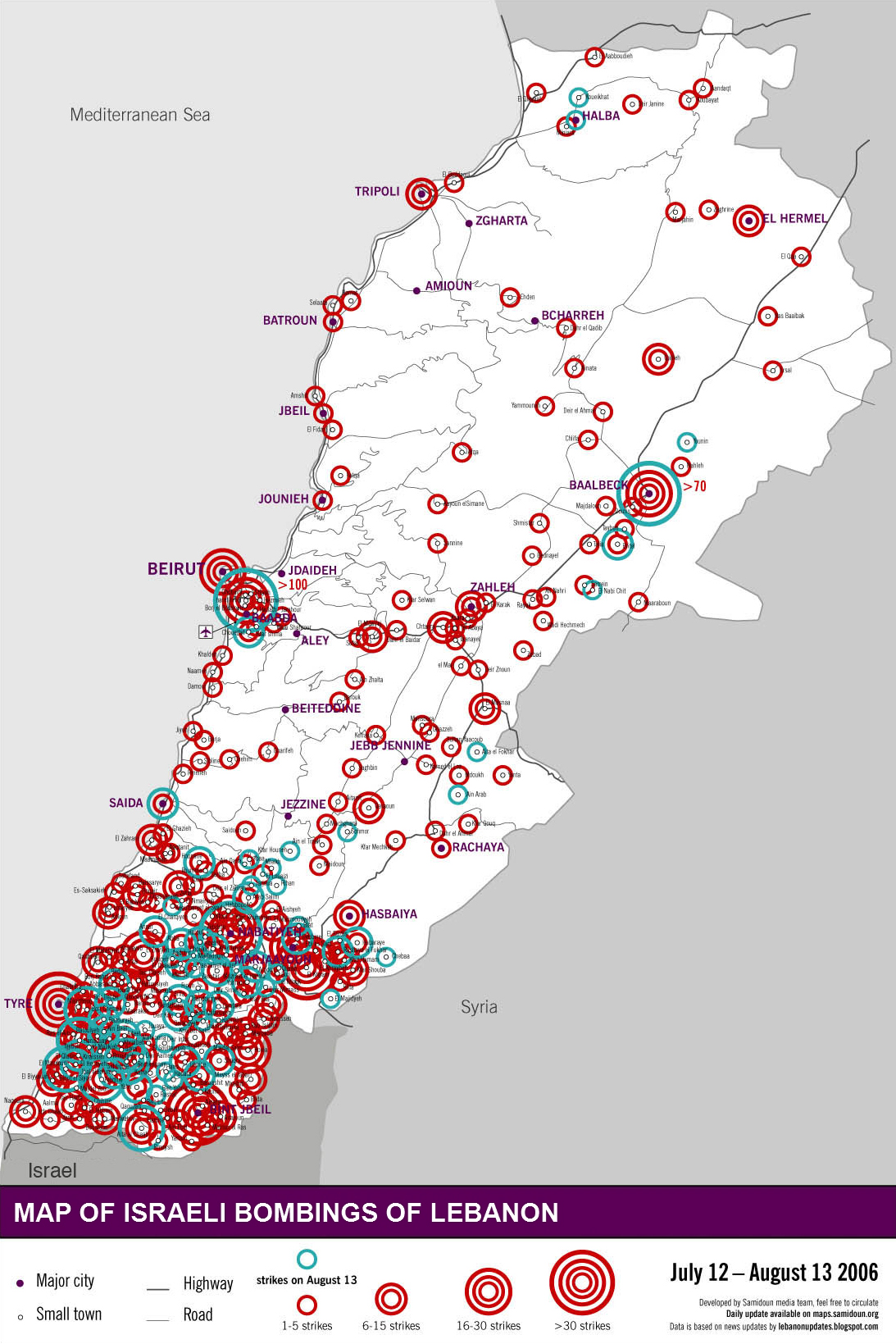
مناطق جنوب لبنان مورد هدف اسرائیل در ۲۰۰۶.

جنوب لبنان منطقه‌ای جغرافیایی در لبنان است که مشتمل بر استان‌های نبطیه و جنوب است. این دو جزء در اوایل دهه ۹۰ از یک استان جدا شدند. جنوبی‌ترین بخش‌های استان بقاع و بقاء غربی و راشیا هم گاهی در این توصیف گنجانده می‌شوند. شهرهای اصلی منطقه صیدون، صور، جزین و نبطیه هستند.